# Gare de Saint-Martin-du-Touch
Ne doit pas être confondu avec Saint-Martin-du-Touch (métro de Toulouse).
Pour les articles homonymes, voir Gare de Saint-Martin.
La gare de Saint-Martin-du-Touch (dite aussi station Saint-Martin-du-Touch), est une halte ferroviaire française de la ligne de Saint-Agne à Auch, située à Saint-Martin-du-Touch quartier de la ville de Toulouse, dans le département de la Haute-Garonne, en région Occitanie. 
Elle est mise en service en 2003 par la Société nationale des chemins de fer français (SNCF).
C'est un point d'arrêt sans personnel de la SNCF, exploité dans le cadre de la ligne C du réseau de transports en commun de Toulouse, desservi par des trains TER Occitanie.

## Situation ferroviaire
Établie à 146 mètres d'altitude, la halte de Saint-Martin-du-Touch est située au point kilométrique (PK) 13,405 de la ligne de Saint-Agne à Auch, entre les gares de Lardenne et des Ramassiers.

## Histoire
La « station de Saint-Martin-du-Touch » est mise en service le 1er septembre 2003 par la Société nationale des chemins de fer français (SNCF), lorsqu'elle ouvre à l'exploitation la ligne C du réseau de transports en commun de Toulouse. Cette ouverture est réalisée sur le tronçon entre Arènes et Colomiers qui a bénéficié d'un doublement des voies de la ligne de Saint-Agne à Auch. Cela permet la création d'une ligne de desserte urbaine au service cadencé à « un train par demi-heure à horaire fixe ».

## Fréquentation
En 2019, selon les estimations de la SNCF, la fréquentation annuelle de la gare était de 11 811 voyageurs, hors ligne C.
De 2015 à 2023, selon les estimations de la SNCF, la fréquentation annuelle de la gare s'élève aux nombres indiqués dans le tableau ci-dessous hors ligne C :
| Année                          | 2015  | 2016  | 2017  | 2018  | 2019   | 2020  | 2021  | 2022   | 2023   |
| ------------------------------ | ----- | ----- | ----- | ----- | ------ | ----- | ----- | ------ | ------ |
| Voyageurs seuls (hors ligne C) | 8 637 | 7 654 | 8 436 | 7 464 | 11 811 | 8 299 | 8 160 | 10 826 | 15 819 |

## Service des voyageurs

### Accueil
Halte SNCF c'est un point d'arrêt non géré (PANG) à entrée libre. Elle est équipée d'automates pour l'achat de titres de transport.

### Desserte
Saint-Martin-du-Touch est desservi uniquement par les trains omnibus de la ligne C entre les stations de Toulouse-Saint-Cyprien-Arènes et de Colomiers — SNCF, à raison de 22 allers-retours par jour en semaine, cadencés à la demi-heure aux heures de pointe et à l'heure en heures creuses. Le temps de trajet est d'environ sept minutes depuis Arènes et six minutes depuis Colomiers.

### Intermodalité
Un parking pour les véhicules y est aménagé.